# 귀인 양씨
복녕당 귀인 양씨(福寧堂 貴人 梁氏, 1882년 9월 27일 ~ 1929년 5월 30일)는 대한제국 황제 고종의 후궁이며, 덕혜옹주(德惠翁主)의 생모이다. 본명은 양춘기(梁春基), 본관은 청주이다. 

## 생애
1882년 9월 27일 양언환(梁彦煥)의 딸로 태어났다.
1905년 3월 10일 덕수궁에 궁녀로 입궁하였고, 이후 승은을 입어 1912년 4월 9일에 복녕(福寧)이라는 당호를 받고 귀인에 책봉되었으며, 같은 해 5월 25일 덕혜옹주(德惠翁主)를 낳았다. 이날 고종은 옹주가 태어났다고 복녕당에 왕림하였고, 같은 해 5월 27일 함녕전 복녕당에서 고종이 흥친왕 이재면 이하 종척(宗戚)들을 인견하여 옹주 탄생을 축하하였다고 한다.
1929년 5월 30일에 유방암으로 46세로 사망하였다. 묘소는 경기도 고양시 덕양구 원당동 서삼릉 권역 내 후궁묘역에 있다.

## 관련 작품

### 영화
- 《덕혜옹주》(2016년, 배우: 박주미)

## 가족 관계
- 아버지 : 양언환(梁彦煥)
- 부군 : 고종
  - 딸 : 덕혜옹주
  - 사위 : 소 다케유키
    - 외손녀 : 소 마사에 (宗 正惠)
    - 외손녀사위 : 소 노보루 (원래 성은 스즈키로 혼인과 함께 개성함)

## 같이 보기
- 고종 황제
- 덕혜옹주